# بيتر بانكس
بيتر بانكس (بالإنجليزية: Peter Banks)‏ هو عازف بانجو وعازف قيثارة وكاتب أغاني بريطاني، ولد في 15 يوليو 1947 في منطقة بارنت في لندن في المملكة المتحدة، وتوفي في 7 مارس 2013 في لندن في المملكة المتحدة بسبب نوبة قلبية.

## وصلات خارجية
- الموقع الرسمي
- بيتر بانكس على موقع IMDb (الإنجليزية)
- بيتر بانكس على موقع ميوزك برينز (الإنجليزية)
- بيتر بانكس على موقع إن إن دي بي (الإنجليزية)
- بيتر بانكس على موقع ديسكوغز (الإنجليزية)